# Heimburg
Heimburg là một đô thị thuộc huyện Harz, bang Sachsen-Anhalt, Đức. Đô thị Heimburg có diện tích 19,62 km², dân số thời điểm ngày 31 tháng 12 năm 2006 là 929 người.